# Ramón Luque
Ramón Luque Cózar (Sevilla, 20 de febrero de 1968) es un escritor y director de cine español. 

## Biografía
Ramón Luque es investigador académico del cine, especializado en directores cinematográficos como Woody Allen  e Ingmar Bergman . Es autor de once libros entre ensayo y ficción, de entre los que destacan En busca de Woody Allen: sexo, muerte y cultura en su cine, Todos somos Woody Allen: neurosis y exclusión social, Bergman: el artista y la máscara, Berlín es otra fiesta y Helena es un sentimiento. También es autor de los largometrajes El Proyecto Manhattan (protagonizada por José Carlos Carmona) y Hollywood, en colaboración con el realizador Juanjo Domínguez. Su primera película dirigida en solitario es Historias de Lavapiés, protagonizada por el actor Guillermo Toledo. La película fue presentada en la sección de estrenos especiales de la decimoséptima edición del Festival de Málaga de Cine Español en 2014. En diciembre de 2020 estrena en cines Rosalinda, basada en la obra Como gustéis de William Shakespeare y  protagonizada por Elena Furiase y Olivia Baglivi.Actualmente ultima su quinto largometraje titulado Ella en mil pedazos, que ha rodado en julio de 2024. Se trata de un thriller psicológico que tiene lugar en una clínica psiquiátrica, un filme que estudia asuntos como la salud mental y la situación de la mujer en el mundo. Sus intérpretes principales son Julia Piera, Ana Capella, Carlos Cabra, Héctor González  y Laura Cepeda.
Luque es Doctor en Comunicación por la Universidad de Salamanca. Licenciado en Periodismo, practicó esta actividad durante catorce años en medios de comunicación como Cadena COPE, Europa Press y Antena 3. Actualmente es profesor de Guion Audiovisual  en la Facultad de Comunicación de la Universidad Rey Juan Carlos.

## Filmografía
| Año  | Película              |
| ---- | --------------------- |
| 2006 | El proyecto Manhattan |
| 2010 | Hollywood             |
| 2014 | Historias de Lavapiés |
| 2020 | Rosalinda             |
| 2025 | Ella en mil pedazos   |

## Obra literaria
- Querida Olga (Signatura, 2000)
- Helena es un sentimiento (Signatura, 2002)
- Todos somos Woody Allen: Neurosis y exclusión social en su cine (Signatura, 2004)
- En busca de Woody Allen: Sexo, muerte y cultura en su cine (Ocho y medio, 2005)
- Filosofías eróticas: Acercamiento a una filosofía de las emociones (Dykinson, 2006) con Juan José Domínguez.
- Bergman: El artista y la máscara (Ocho y medio, 2007)
- Última novela: Cuba. 30 años de Mariel (Aduana Vieja, 2010)
- Tecnología digital y realidad virtual (Síntesis, 2011) con Juan José Domínguez.
- Berlín es otra fiesta (Letra capital, 2013)
- Historias de Lavapiés. Guión (Aduana Vieja, 2016)
- Iris Murdoch: Ensayo sobre la intensidad (Letra capital, 2019)
- Rosalinda.Guion (Aduana Vieja, 2022)
- Escritor grande, hombre pequeño: la vida y la obra de V.S. Naipaul (Alma Mahler, 2024)